# 1999-es sebringi 12 órás verseny
A Sebringi 12 órás versenyt 1999. március 20-án, 47. alkalommal rendezték meg.

## Végeredmény
|            | Kategória | #  | Csapat                                     | Versenyzők                                                          | Modell                        | Gumi | Körök |
| Motor      | Kategória | #  | Csapat                                     | Versenyzők                                                          |                               | Gumi | Körök |
| ---------- | --------- | -- | ------------------------------------------ | ------------------------------------------------------------------- | ----------------------------- | ---- | ----- |
| 1          | LMP       | 42 | BMW Motorsport Schnitzer Motorsport        | Jörg Müller JJ Lehto Tom Kristensen                                 | BMW V12 LMR                   | M    | 313   |
| 1          | LMP       | 42 | BMW Motorsport Schnitzer Motorsport        | Jörg Müller JJ Lehto Tom Kristensen                                 | BMW S70 6.0L V12              | M    | 313   |
| 2          | LMP       | 20 | Dyson Racing                               | Butch Leitzinger Elliott Forbes-Robinson James Weaver               | Riley & Scott MkIII           | G    | 313   |
| 2          | LMP       | 20 | Dyson Racing                               | Butch Leitzinger Elliott Forbes-Robinson James Weaver               | Ford 5.0L V8                  | G    | 313   |
| 3          | LMP       | 77 | Audi Sport Team Joest                      | Michele Alboreto Rinaldo Capello Stefan Johansson                   | Audi R8R                      | M    | 310   |
| 3          | LMP       | 77 | Audi Sport Team Joest                      | Michele Alboreto Rinaldo Capello Stefan Johansson                   | Audi 3.6L Turbo V8            | M    | 310   |
| 4          | LMP       | 38 | Champion Racing                            | Dirk Müller Thierry Boutsen Bob Wollek                              | Porsche 911 GT1 Evo           | M    | 308   |
| 4          | LMP       | 38 | Champion Racing                            | Dirk Müller Thierry Boutsen Bob Wollek                              | Porsche 3.2L Turbo Flat-6     | M    | 308   |
| 5          | LMP       | 78 | Audi Sport Team Joest                      | Perry McCarthy Frank Biela Emanuele Pirro                           | Audi R8R                      | M    | 304   |
| 5          | LMP       | 78 | Audi Sport Team Joest                      | Perry McCarthy Frank Biela Emanuele Pirro                           | Audi 3.6L Turbo V8            | M    | 304   |
| 6          | LMP       | 12 | Doyle-Risi Racing                          | Alex Caffi Max Angelelli Wayne Taylor Juan Manuel Fangio II         | Ferrari 333 SP                | P    | 294   |
| 6          | LMP       | 12 | Doyle-Risi Racing                          | Alex Caffi Max Angelelli Wayne Taylor Juan Manuel Fangio II         | Ferrari F310E 4.0L V12        | P    | 294   |
| 7          | LMP       | 15 | Hybrid R&D                                 | Chris Bingham Ross Bentley Marc Duez                                | Riley & Scott MkIII           | Y    | 292   |
| 7          | LMP       | 15 | Hybrid R&D                                 | Chris Bingham Ross Bentley Marc Duez                                | Ford 5.0L V8                  | Y    | 292   |
| 8          | LMP       | 62 | Downing Atlanta                            | Dennis Spencer A.J. Smith Rich Grupp                                | Kudzu DLM                     | G    | 290   |
| 8          | LMP       | 62 | Downing Atlanta                            | Dennis Spencer A.J. Smith Rich Grupp                                | Mazda 2.0L 3-Rotor            | G    | 290   |
| 9          | GTS       | 56 | Martin Snow Racing                         | Martin Snow Melanie Snow Patrick Huisman                            | Porsche 911 GT2               | M    | 287   |
| 9          | GTS       | 56 | Martin Snow Racing                         | Martin Snow Melanie Snow Patrick Huisman                            | Porsche 3.6L Turbo Flat-6     | M    | 287   |
| 10         | GTS       | 48 | Freisinger Motorsport                      | Wolfgang Kaufmann Michel Ligonnet Lance Stewart                     | Porsche 911 GT2               | D    | 285   |
| 10         | GTS       | 48 | Freisinger Motorsport                      | Wolfgang Kaufmann Michel Ligonnet Lance Stewart                     | Porsche 3.6L Turbo Flat-6     | D    | 285   |
| 11         | GT        | 23 | Alex Job Racing                            | Kelly Collins Cort Wagner Darrly Havens                             | Porsche 911 Carrera RSR       | Y    | 284   |
| 11         | GT        | 23 | Alex Job Racing                            | Kelly Collins Cort Wagner Darrly Havens                             | Porsche 3.8L Flat-6           | Y    | 284   |
| 12         | LMP       | 63 | Downing Atlanta                            | Jim Downing Chris Ronson Steve Pelke                                | Kudzu DLY                     | G    | 281   |
| 12         | LMP       | 63 | Downing Atlanta                            | Jim Downing Chris Ronson Steve Pelke                                | Mazda R26B 2.6L 4-Rotor       | G    | 281   |
| 13         | GT        | 22 | Alex Job Racing                            | Randy Pobst Mike Fitzgerald David MacNeil                           | Porsche 911 Carrera RSR       | Y    | 281   |
| 13         | GT        | 22 | Alex Job Racing                            | Randy Pobst Mike Fitzgerald David MacNeil                           | Porsche 3.8L Flat-6           | Y    | 281   |
| 14         | GT        | 17 | Aasco Performance Contemporary Motorsports | Mike Conte Bruno Lambert                                            | Porsche 911 Carrera RSR       | ?    | 275   |
| 14         | GT        | 17 | Aasco Performance Contemporary Motorsports | Mike Conte Bruno Lambert                                            | Porsche 3.8L Flat-6           | ?    | 275   |
| 15         | GT        | 33 | Gallade                                    | Ulrich Gallade Ulli Richter Karl-Heinz Wlazik                       | Porsche 911 Carrera RSR       | ?    | 274   |
| 15         | GT        | 33 | Gallade                                    | Ulrich Gallade Ulli Richter Karl-Heinz Wlazik                       | Porsche 3.8L Flat-6           | ?    | 274   |
| 16         | GTS       | 61 | Konrad Motorsport                          | Charles Slater Peter Kitchak Mike Hezemans                          | Porsche 911 GT2               | D    | 273   |
| 16         | GTS       | 61 | Konrad Motorsport                          | Charles Slater Peter Kitchak Mike Hezemans                          | Porsche 3.6L Turbo Flat-6     | D    | 273   |
| 17 Kiesett | LMP       | 8  | Transatlantic Racing                       | Duncan Dayton Scott Schubot Henry Camferdam                         | Riley & Scott MkIII           | G    | 268   |
| 17 Kiesett | LMP       | 8  | Transatlantic Racing                       | Duncan Dayton Scott Schubot Henry Camferdam                         | Ford 5.0L V8                  | G    | 268   |
| 18         | GT        | 07 | G & W Motorsports                          | Steve Marshall Danny Marshall Darren Law Sylvain Tremblay           | Porsche 911 GT2 Evo           | P    | 268   |
| 18         | GT        | 07 | G & W Motorsports                          | Steve Marshall Danny Marshall Darren Law Sylvain Tremblay           | Porsche 3.8L Turbo Flat-6     | P    | 268   |
| 19         | LMP       | 28 | Intersport Racing                          | Jon Field Ryan Jones Chris Goodwin                                  | Lola B98/10                   | G    | 268   |
| 19         | LMP       | 28 | Intersport Racing                          | Jon Field Ryan Jones Chris Goodwin                                  | Ford (Roush) 6.0L V8          | G    | 268   |
| 20         | GT        | 54 | Bell Motorsports                           | Stu Hayner Tony Kester Scott Neuman Matt Drendel                    | BMW M3                        | ?    | 268   |
| 20         | GT        | 54 | Bell Motorsports                           | Stu Hayner Tony Kester Scott Neuman Matt Drendel                    | BMW 3.2L I6                   | ?    | 268   |
| 21         | LMP       | 31 | Genesis Racing                             | Rick Fairbanks Dave Dullum Kurt Baumann                             | Riley & Scott MkIII           | ?    | 267   |
| 21         | LMP       | 31 | Genesis Racing                             | Rick Fairbanks Dave Dullum Kurt Baumann                             | Ford 5.0L V8                  | ?    | 267   |
| 22         | GT        | 03 | Reiser Callas Rennsport                    | Grady Willingham Craig Stanton Joel Reiser                          | Porsche 911 Carrera RSR       | P    | 262   |
| 22         | GT        | 03 | Reiser Callas Rennsport                    | Grady Willingham Craig Stanton Joel Reiser                          | Porsche 3.8L Flat-6           | P    | 262   |
| 23         | GTS       | 3  | Corvette Racing                            | Chris Kneifel John Paul, Jr. Ron Fellows                            | Chevrolet Corvette C5-R       | G    | 262   |
| 23         | GTS       | 3  | Corvette Racing                            | Chris Kneifel John Paul, Jr. Ron Fellows                            | Chevrolet 6.0L V8             | G    | 262   |
| 24 Kiesett | GT        | 70 | Alegra Motorsports                         | Scooter Gabel Carlos DeQuesada Ugo Colombo                          | Porsche 911 Carrera RSR       | ?    | 258   |
| 24 Kiesett | GT        | 70 | Alegra Motorsports                         | Scooter Gabel Carlos DeQuesada Ugo Colombo                          | Porsche 3.8L Flat-6           | ?    | 258   |
| 25 Kiesett | LMP       | 74 | Robinson Racing                            | George Robinson Irv Hoerr Jack Baldwin                              | Riley & Scott MkIII           | ?    | 243   |
| 25 Kiesett | LMP       | 74 | Robinson Racing                            | George Robinson Irv Hoerr Jack Baldwin                              | Chevrolet 6.0L V8             | ?    | 243   |
| 26 Kiesett | GT        | 7  | Prototype Technology Group                 | Mark Simo Brian Cunningham Johannes van Overbeek                    | BMW M3                        | Y    | 238   |
| 26 Kiesett | GT        | 7  | Prototype Technology Group                 | Mark Simo Brian Cunningham Johannes van Overbeek                    | BMW 3.2L I6                   | Y    | 238   |
| 27         | GTS       | 49 | Freisinger Motorsport                      | Brad Creger Mandfred Jurasz Michael Irmgratz                        | Porsche 911 GT2               | D    | 237   |
| 27         | GTS       | 49 | Freisinger Motorsport                      | Brad Creger Mandfred Jurasz Michael Irmgratz                        | Porsche 3.6L Turbo Flat-6     | D    | 237   |
| 28         | GTS       | 04 | CJ Motorsport                              | John Graham Davy Jones John Morton                                  | Porsche 911 GT2               | ?    | 219   |
| 28         | GTS       | 04 | CJ Motorsport                              | John Graham Davy Jones John Morton                                  | Porsche 3.6L Turbo Flat-6     | ?    | 219   |
| 29 Kiesett | LMP       | 16 | Dyson Racing                               | Dorsey Schroeder Andy Wallace James Weaver                          | Riley & Scott MkIII           | G    | 218   |
| 29 Kiesett | LMP       | 16 | Dyson Racing                               | Dorsey Schroeder Andy Wallace James Weaver                          | Ford 5.0L V8                  | G    | 218   |
| 30 Kiesett | GT        | 46 | Team Transenergy                           | Sam Shalala Shareef Malnik Andre Toennis Bill Rollwitz              | Porsche 911 Carrera RSR       | ?    | 206   |
| 30 Kiesett | GT        | 46 | Team Transenergy                           | Sam Shalala Shareef Malnik Andre Toennis Bill Rollwitz              | Porsche 3.8L Flat-6           | ?    | 206   |
| 31 Kiesett | GT        | 10 | Prototype Technology Group                 | Boris Said Peter Cunningham Hans Joachim Stuck                      | BMW M3                        | Y    | 200   |
| 31 Kiesett | GT        | 10 | Prototype Technology Group                 | Boris Said Peter Cunningham Hans Joachim Stuck                      | BMW 3.2L I6                   | Y    | 200   |
| 32         | LMP       | 29 | Intersport Racing                          | John Mirro Sam Brown Butch Brickell Andy Petery                     | Riley & Scott MkIII           | G    | 199   |
| 32         | LMP       | 29 | Intersport Racing                          | John Mirro Sam Brown Butch Brickell Andy Petery                     | Ford 5.0L V8                  | G    | 199   |
| 33 Kiesett | LMP       | 2  | Panoz Motor Sports                         | Johnny O'Connell Jan Magnussen John Nielsen                         | Panoz GTR-1                   | M    | 198   |
| 33 Kiesett | LMP       | 2  | Panoz Motor Sports                         | Johnny O'Connell Jan Magnussen John Nielsen                         | Ford (Roush) 6.0L V8          | M    | 198   |
| 34 Kiesett | GT        | 02 | Reiser Callas Rennsport                    | David Murry Johnny Mowlem                                           | Porsche 911 Carrera RSR       | P    | 197   |
| 34 Kiesett | GT        | 02 | Reiser Callas Rennsport                    | David Murry Johnny Mowlem                                           | Porsche 3.8L Flat-6           | P    | 197   |
| 35         | LMP       | 44 | Autoexe Motorsports                        | Yojiro Terada Franck Fréon                                          | Autoexe (Riley & Scott) LMP99 | Y    | 195   |
| 35         | LMP       | 44 | Autoexe Motorsports                        | Yojiro Terada Franck Fréon                                          | Ford 6.0L V8                  | Y    | 195   |
| 36         | GT        | 72 | Bell Motorsports                           | Leo Hindery Peter Baron James McCormick Gian Luigi Buitoni          | BMW M3                        | ?    | 190   |
| 36         | GT        | 72 | Bell Motorsports                           | Leo Hindery Peter Baron James McCormick Gian Luigi Buitoni          | BMW 3.2L I6                   | ?    | 190   |
| 37 Kiesett | LMP       | 0  | Team Rafanelli SRL                         | Eric van de Poele David Saelens Tomáš Enge                          | Riley & Scott MkIII           | Y    | 185   |
| 37 Kiesett | LMP       | 0  | Team Rafanelli SRL                         | Eric van de Poele David Saelens Tomáš Enge                          | Judd GV4 4.0L V10             | Y    | 185   |
| 38 Kiesett | GTS       | 4  | Riley & Scott Inc.                         | Scott Sharp Andy Pilgrim John Heinricy                              | Chevrolet Corvette C5-R       | G    | 157   |
| 38 Kiesett | GTS       | 4  | Riley & Scott Inc.                         | Scott Sharp Andy Pilgrim John Heinricy                              | Chevrolet 6.0L V8             | G    | 157   |
| 39 Kiesett | GTS       | 83 | ARBJH Development Chiefie Motorsports      | Claudia Hürtgen Hubert Haupt Zak Brown                              | Porsche 911 GT2               | ?    | 149   |
| 39 Kiesett | GTS       | 83 | ARBJH Development Chiefie Motorsports      | Claudia Hürtgen Hubert Haupt Zak Brown                              | Porsche 3.6L Turbo Flat-6     | ?    | 149   |
| 40 Kiesett | LMP       | 43 | BMW Motorsport Schnitzer Motorsport        | Joachim Winkelhock Pierluigi Martini Yannick Dalmas                 | BMW V12 LMR                   | M    | 135   |
| 40 Kiesett | LMP       | 43 | BMW Motorsport Schnitzer Motorsport        | Joachim Winkelhock Pierluigi Martini Yannick Dalmas                 | BMW S70 6.0L V12              | M    | 135   |
| 41 Kiesett | LMP       | 26 | Price & Bscher                             | Thomas Bscher Steve Soper Bill Auberlen                             | BMW V12 LM                    | G    | 127   |
| 41 Kiesett | LMP       | 26 | Price & Bscher                             | Thomas Bscher Steve Soper Bill Auberlen                             | BMW S70 6.0L V12              | G    | 127   |
| 42 Kiesett | LMP       | 5  | Whittington Bros.                          | Don Whittington Dale Whittington Hurley Haywood                     | Riley & Scott MkIII           | G    | 125   |
| 42 Kiesett | LMP       | 5  | Whittington Bros.                          | Don Whittington Dale Whittington Hurley Haywood                     | Ford (Roush) 6.0L V8          | G    | 125   |
| 43 Kiesett | LMP       | 60 | Kopf Precision                             | Kris Wilson Tim Moser                                               | Keiler KII                    | ?    | 122   |
| 43 Kiesett | LMP       | 60 | Kopf Precision                             | Kris Wilson Tim Moser                                               | Ford 5.0L V8                  | ?    | 122   |
| 44 Kiesett | LMP       | 36 | Doran Enterprises Jim Matthews Racing      | Tommy Kendall Jim Matthews Mark Dismore                             | Ferrari 333 SP                | M    | 118   |
| 44 Kiesett | LMP       | 36 | Doran Enterprises Jim Matthews Racing      | Tommy Kendall Jim Matthews Mark Dismore                             | Ferrari F310E 4.0L V12        | M    | 118   |
| 45 Kiesett | LMP       | 27 | Doran Enterprises                          | Didier Theys Mauro Baldi Fredy Lienhard                             | Ferrari 333 SP                | M    | 107   |
| 45 Kiesett | LMP       | 27 | Doran Enterprises                          | Didier Theys Mauro Baldi Fredy Lienhard                             | Ferrari F310E 4.0L V12        | M    | 107   |
| 46 Kiesett | LMP       | 1  | Panoz Motor Sports                         | David Brabham Éric Bernard                                          | Panoz GTR-1                   | M    | 103   |
| 46 Kiesett | LMP       | 1  | Panoz Motor Sports                         | David Brabham Éric Bernard                                          | Ford (Roush) 6.0L V8          | M    | 103   |
| 47 Kiesett | GT        | 39 | Broadfoot Racing                           | Stephen Earle Todd Snyder Allan Ziegelman Chris Mitchum             | Porsche 911 Carrera RSR       | ?    | 100   |
| 47 Kiesett | GT        | 39 | Broadfoot Racing                           | Stephen Earle Todd Snyder Allan Ziegelman Chris Mitchum             | Porsche 3.8L Flat-6           | ?    | 100   |
| 48 Kiesett | LMP       | 95 | TRV Motorsport                             | Jeret Schroeder Pete Halsmer Tom Volk Barry Waddell                 | Riley & Scott MkIII           | ?    | 87    |
| 48 Kiesett | LMP       | 95 | TRV Motorsport                             | Jeret Schroeder Pete Halsmer Tom Volk Barry Waddell                 | Chevrolet 6.0L V8             | ?    | 87    |
| 49 Kiesett | LMP       | 18 | Dollahite Racing                           | Bill Dollahite Doc Bundy Mike Davies                                | Ferrari 333 SP                | P    | 84    |
| 49 Kiesett | LMP       | 18 | Dollahite Racing                           | Bill Dollahite Doc Bundy Mike Davies                                | Ferrari F310E 4.0L V12        | P    | 84    |
| 50 Kiesett | GT        | 73 | Auto Sport South                           | Kevin Wheeler Jack Refenning Brady Refenning Jake Vargo             | Porsche 911 Carrera RSR       | ?    | 73    |
| 50 Kiesett | GT        | 73 | Auto Sport South                           | Kevin Wheeler Jack Refenning Brady Refenning Jake Vargo             | Porsche 3.8L Flat-6           | ?    | 73    |
| 51 Kiesett | GT        | 88 | Vanderhoof Racing                          | Joe Varde Tim Ralston Blaise Alexander                              | Porsche 911 Carrera RSR       | ?    | 71    |
| 51 Kiesett | GT        | 88 | Vanderhoof Racing                          | Joe Varde Tim Ralston Blaise Alexander                              | Porsche 3.8L Flat-6           | ?    | 71    |
| 52 Kiesett | GTS       | 50 | Johnson Autosport                          | Robert Johnson Mike Hoke Tim McGlynn                                | Porsche 911 Turbo             | ?    | 70    |
| 52 Kiesett | GTS       | 50 | Johnson Autosport                          | Robert Johnson Mike Hoke Tim McGlynn                                | Porsche 3.6L Turbo Flat-6     | ?    | 70    |
| 53 Kiesett | GTS       | 99 | Schumacher Racing                          | Larry Schumacher Robert Nearn John O'Steen                          | Porsche 911 GT2               | ?    | 65    |
| 53 Kiesett | GTS       | 99 | Schumacher Racing                          | Larry Schumacher Robert Nearn John O'Steen                          | Porsche 3.6L Turbo Flat-6     | ?    | 65    |
| 54 Kiesett | GTS       | 55 | Saleen/Allen Speedlab                      | Steve Saleen Terry Borcheller Ron Johnson Darren Law                | Saleen Mustang SR             | P    | 56    |
| 54 Kiesett | GTS       | 55 | Saleen/Allen Speedlab                      | Steve Saleen Terry Borcheller Ron Johnson Darren Law                | Ford 8.0L V8                  | P    | 56    |
| 55 Kiesett | LMP       | 66 | Konrad Motorsport                          | Franz Konrad Jan Lammers Tim Hubman                                 | Lola B98/10                   | D    | 48    |
| 55 Kiesett | LMP       | 66 | Konrad Motorsport                          | Franz Konrad Jan Lammers Tim Hubman                                 | Lotus 3.5L Turbo V8           | D    | 48    |
| 56 Kiesett | GT        | 76 | Team ARE                                   | Peter Argetsinger Richard Polidori John McCaig                      | Porsche 911 Carrera RSR       | Y    | 36    |
| 56 Kiesett | GT        | 76 | Team ARE                                   | Peter Argetsinger Richard Polidori John McCaig                      | Porsche 3.8L Flat-6           | Y    | 36    |
| 57 Kiesett | GTS       | 71 | DM Motorsports                             | Arthur Pilla Bob Mazzuoccola David Kicak Mark Montgomery            | Porsche 911 GT2 Evo           | ?    | 32    |
| 57 Kiesett | GTS       | 71 | DM Motorsports                             | Arthur Pilla Bob Mazzuoccola David Kicak Mark Montgomery            | Porsche 3.8L Turbo Flat-6     | ?    | 32    |
| 58 Kiesett | LMP       | 11 | Doyle-Risi Racing                          | Anthony Lazzaro Max Angelelli Didier de Radigues                    | Ferrari 333 SP                | P    | 28    |
| 58 Kiesett | LMP       | 11 | Doyle-Risi Racing                          | Anthony Lazzaro Max Angelelli Didier de Radigues                    | Ferrari F310E 4.0L V12        | P    | 28    |
| Kiesett    | GT        | 25 | RWS Motorsport                             | Kirsten Jodexnis Günther Blieninger Hans-Jörg Hofer Luca Riccitelli | Porsche 911 Carrera RSR       | M    | -     |
| Kiesett    | GT        | 25 | RWS Motorsport                             | Kirsten Jodexnis Günther Blieninger Hans-Jörg Hofer Luca Riccitelli | Porsche 3.8L Flat-6           | M    | -     |
| Kiesett    | LMP       | 97 | Team Cascadia                              | Shane Lewis Vic Rice Ed Zabinski                                    | Lola B98/12                   | P    | -     |
| Kiesett    | LMP       | 97 | Team Cascadia                              | Shane Lewis Vic Rice Ed Zabinski                                    | BMW 4.0L V8                   | P    | -     |